# Bidziny (gromada)
Bidziny – dawna gromada, czyli najmniejsza jednostka podziału terytorialnego Polskiej Rzeczypospolitej Ludowej w latach 1954–1972.
Gromady, z gromadzkimi radami narodowymi (GRN) jako organami władzy najniższego stopnia na wsi, funkcjonowały od reformy reorganizującej administrację wiejską przeprowadzonej jesienią 1954 do momentu ich zniesienia z dniem 1 stycznia 1973, tym samym wypierając organizację gminną w latach 1954–1972.
Gromadę Bidziny z siedzibą GRN w Bidzinach utworzono – jako jedną z 8759 gromad na obszarze Polski – w powiecie opatowskim w woj. kieleckim, na mocy uchwały nr 13f/54 WRN w Kielcach z dnia 29 września 1954. W skład jednostki weszły obszary dotychczasowych gromad Bidziny, Jasice (bez kolonii Smugi) i Kunice ze zniesionej gminy Wojciechowice oraz Wlonice ze zniesionej gminy Ożarów w tymże powiecie. Dla gromady ustalono 14 członków gromadzkiej rady narodowej.
31 grudnia 1959 do gromady Bidziny przyłączono kolonie Łopata i Grochocice ze zniesionej gromady Stodoły, kolonię Smugi ze zniesionej gromady Julianów oraz wieś Grochocice i kolonię Góry Janowskie z (nie zniesionej) gromady Jakubowice.
Gromada przetrwała do końca 1972 roku, czyli do kolejnej reformy gminnej.